# Электросталь (завод)
АО «Металлургический завод „Электросталь“» — одно из ведущих предприятий по производству сталей и сплавов специального назначения для наукоёмких отраслей промышленности. В сортаменте завода — более 2000 марок сталей и сплавов.

## История
Идея создания в России электрометаллургического завода качественных сталей была выдвинута известными металлургами инженером-технологом Путиловского завода Н. И. Беляевым и профессором В. Е. Грум-Гржимайло. Но своевременного понимания идея прогрессивных учёных не нашла.
В 1916 году за строительство взялся крупный промышленник Н. А. Второв, заручившись согласием инженера Н. И. Беляева возглавить проектирование, а затем и эксплуатацию первого в России завода по выпуску высококачественных легированных сталей. Было создано общество «Электросталь», в которое Второв привлёк крупных капиталистов М. И. Терещенко и А. И. Коновалова.
17 ноября 1917 года на заводе «Электросталь» была произведена первая плавка. Эта дата считается днём рождения завода.
В 1923 году выплавлена первая в стране нержавеющая сталь, в 1924 году освоено производство магнитной стали, в 1926 году — производство шарикоподшипниковой стали, в 1932 году получены первые партии нихрома. В эти же годы успешно осваивается ковка и прокатка легированной стали, производство серебрянки различных марок.
Электростальцы успешно выполняли задания Государственного комитета обороны в годы войны, выпуская сталь для производства «катюш», танков Т-34, штурмовиков Ил-2. Завезённая с завода на восток страны и оставленная там значительная часть оборудования послужила основой создания на Урале ряда предприятий и производств и также сыграла большую роль в укреплении арсенала воюющей армии.
В марте 1945 года за выдающиеся заслуги в обеспечении страны высококачественным металлом и выполнение специальных заданий ГКО завод награждён орденом Ленина. В послевоенные годы завод был расширен и реконструирован. Он стал «Большой Электросталью», флагманом качественной металлургии, крупнейшим предприятием, оснащённым первоклассной техникой. Завод стал основным поставщиком сталей и сплавов специального назначения, а по выпуску некоторых марок даже единственным в стране.
В 1948 году коллектив завода выполнил ответственное задание по созданию технологии выплавки и организации промышленного производства жаропрочных сплавов.
В 1949—1953 годах совместно с учёными был решён вопрос создания в СССР производства прецизионных сплавов. За короткое время были созданы и внедрены мощности для производства листа и ленты.
В 1960-е годы завода принимает участие в аэрокосмической программе «Буран», осваивается производство сверхпластичных суперсплавов для нового поколения реактивных двигателей. Во время очередной реконструкции завода внедрены современные методы выплавки, переплава и деформации высоколегированных сталей и сплавов. В связи с этим в 1964—1984 годах были введены в эксплуатацию сталеплавильные цеха № 4,6, кузнечно-прессовый цех № 2, прокатные цеха № 3,4, где были применены новейшие технологические решения.
В 1971 году за выполнение плана по выпуску качественного металла, освоение производства и внедрение в промышленность новых марок специальных сталей и сплавов завод награждён орденом Октябрьской Революции.
В январе 1993 года завод «Электросталь» преобразован в акционерное общество «Электросталь». В сложных условиях переходного периода на заводе не прекращались работы по техническому перевооружению производства и модернизации существующего оборудования, снижению затрат и повышению качества выпускаемой продукции.
- Клеймо завода «Электросталь»
- Подстаканник, производства завода «Электросталь»

## Директора предприятия
Директора металлургического завода «Электросталь»:
1. 1916—1922: Саблин, Виктор Леонидович;
2. 1922—1931: Бедуин, Александр Францевич;
3. 1932—1939: Велигура, Дмитрий Маркович;
4. 1939—1957: Корешков, Михаил Егорович;
5. 1957—1960: Зуев Михаил Илларионович;
6. 1960—1965: Корешков, Михаил Егорович;
7. 1965—1979: Прянишников, Игорь Степанович;
8. 1979—1985: Жучин, Владимир Никифорович;
9. 1985—2005: Борин Борис Фёдорович;
10. 2005—2008: Попов Владимир Николаевич;
11. с 2008 по настоящее время: Шильников Евгений Владимирович.